# Cosmonova
Le Cosmonova, également connu sous le nom de Planetariet Cosmonova, est une salle de cinéma avec écran au format IMAX située dans la ville de Stockholm, capitale de la Suède.

## Intérieur du cinéma

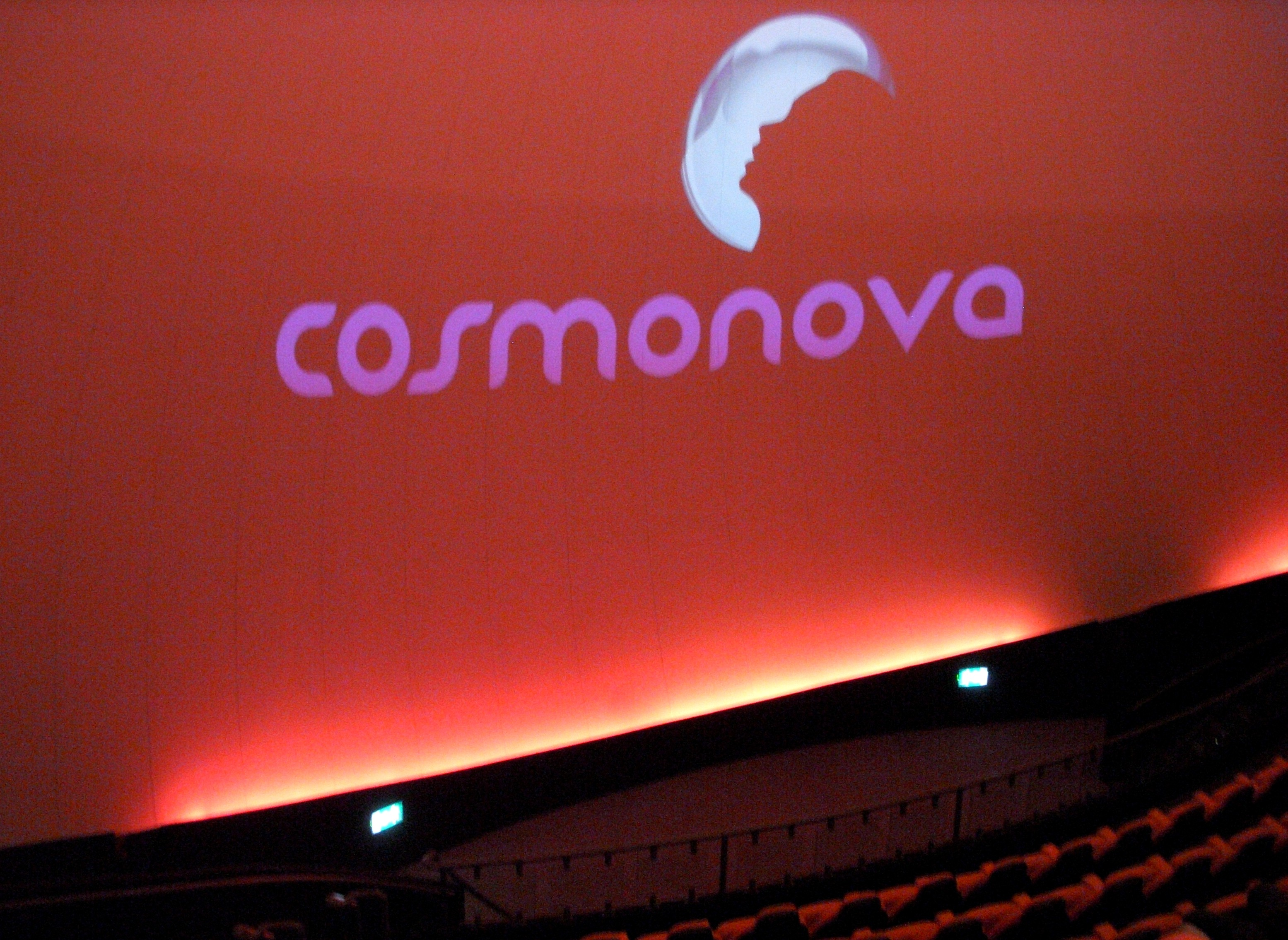
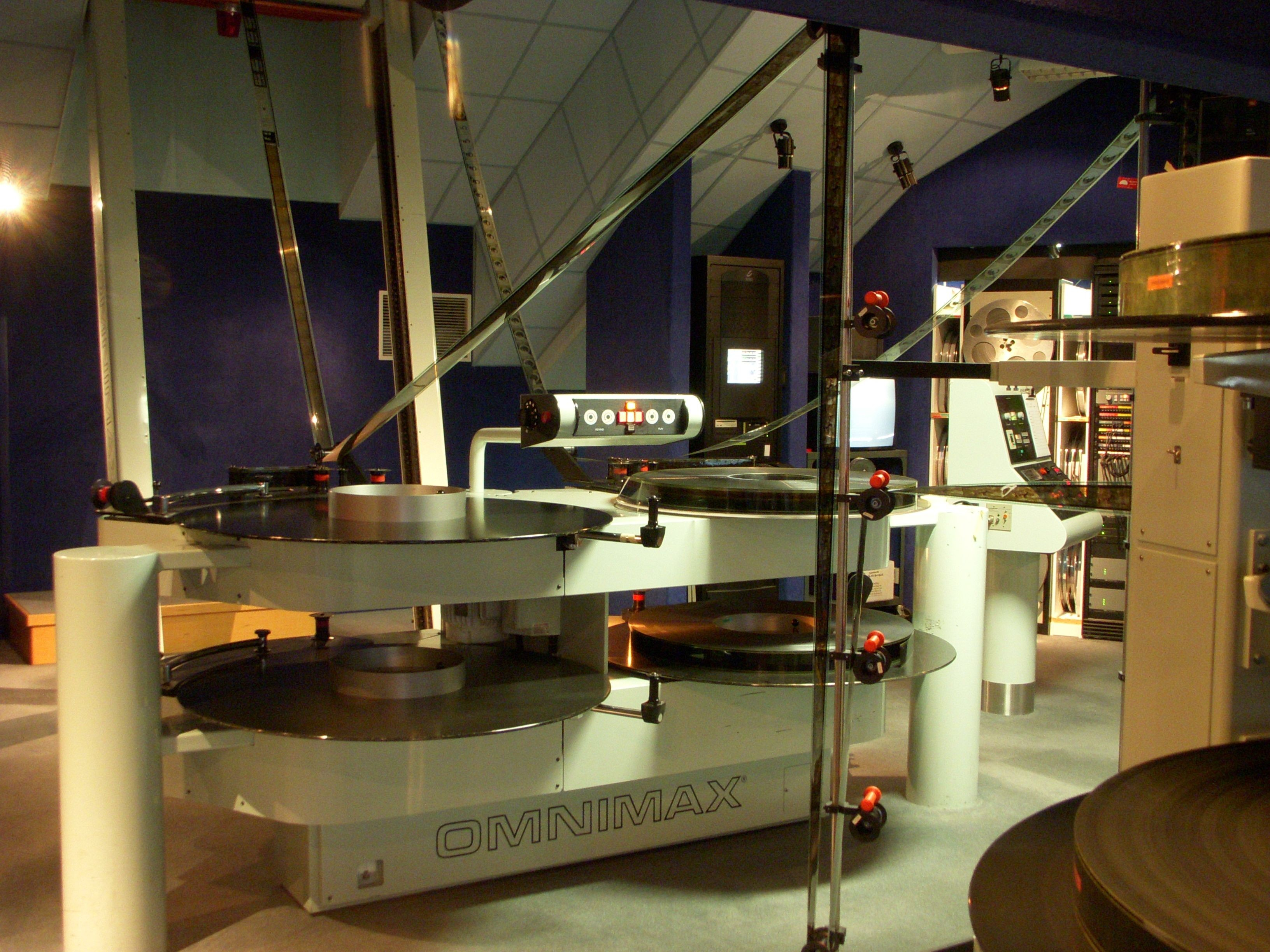
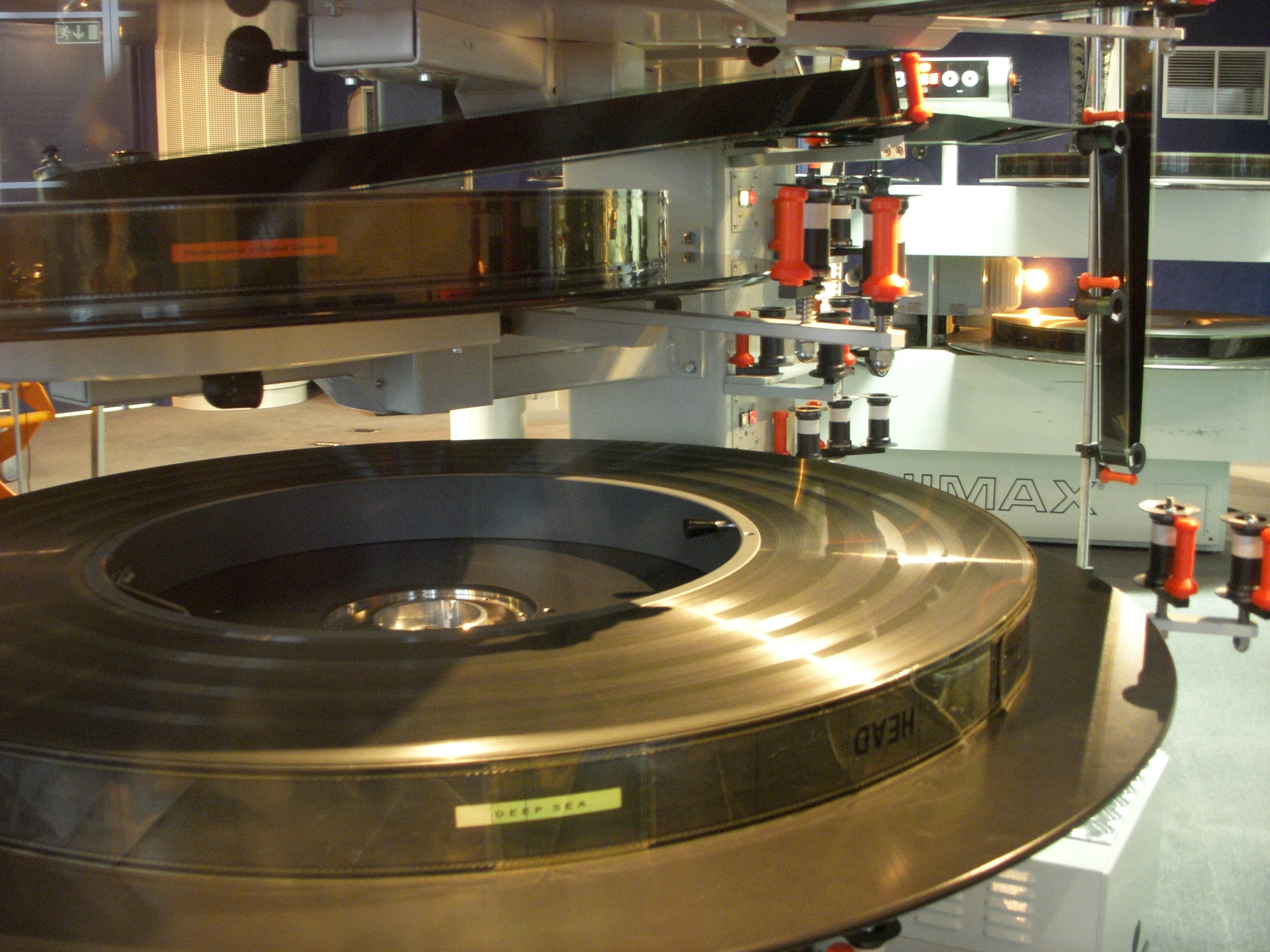
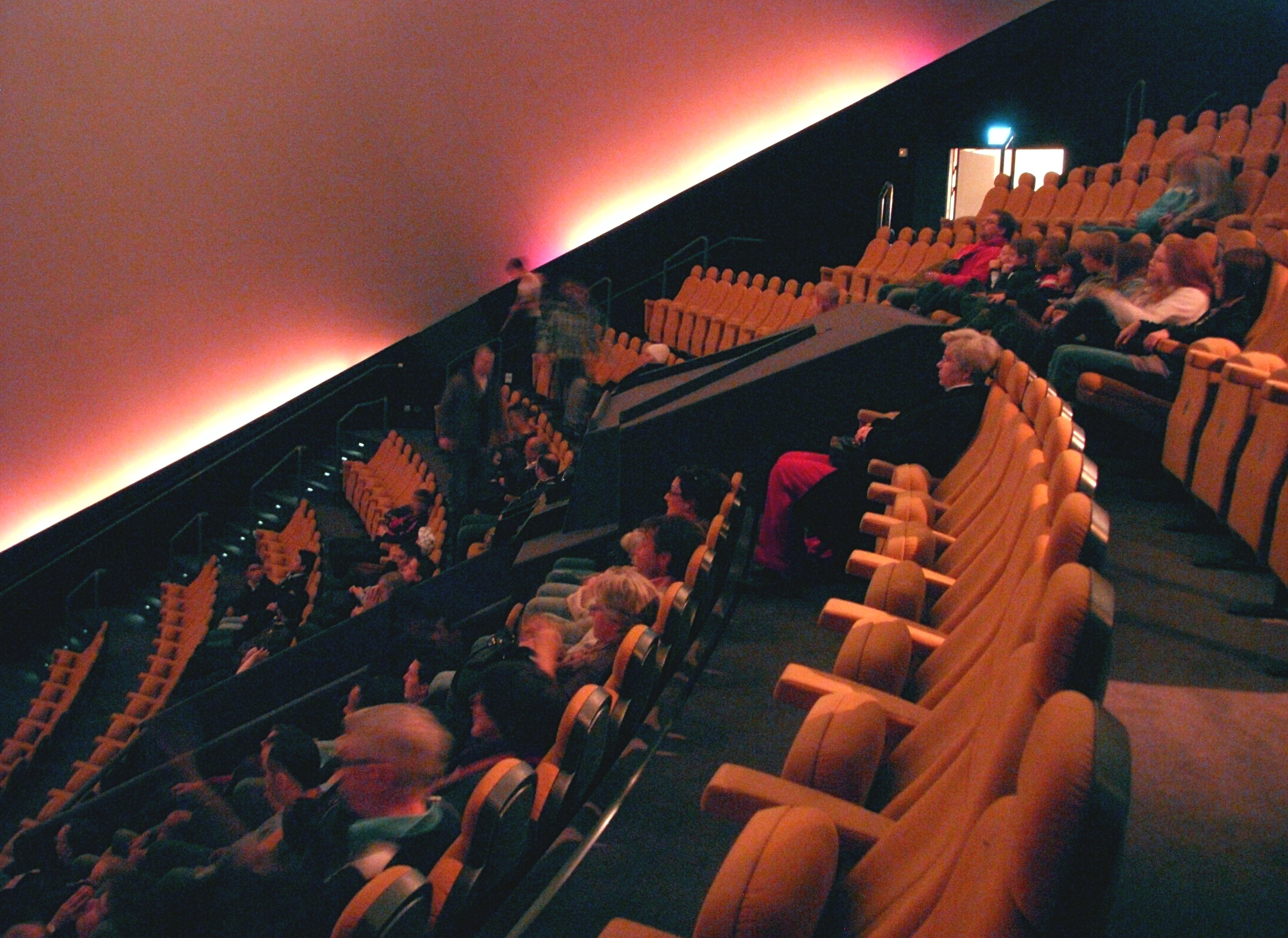